# Abhimanyu Mishra
Abhimanyu Mishra (ur. 5 lutego 2009 w New Jersey) – amerykański szachista, cudowne dziecko szachowe z New Jersey.
W czerwcu 2021 roku w wieku 12 lat, 4 miesięcy i 25 dni uzyskał tytuł arcymistrza, co czyni go najmłodszą w historii osobą, która zdobyła ten tytuł.